# Seznam evroposlancev iz Bolgarije (2007–2009)
Seznam evroposlancev iz Bolgarije' v mandatu 2007-2009.

## Seznam

### B
- Mariela Baeva, Gibanje za pravice in svoboščine (Skupina zavezništva liberalcev in demokratov za Evropo)
- Slavčo Binev, Narodna zveza Napad (Identiteta/Tradicija/Suverenost)

### Č
- Desislav Čukolov, Narodna zveza Napad (Identiteta/Suverenost/Transparentnost)

### H
- Filiz Hjusmenova, Gibanje za pravice in svoboščine (Skupina zavezništva liberalcev in demokratov za Evropo)

### J
- Iliana Jotova, Koalicija Bolgarije (Stranka evropskih socialistov)

### K
- Tchetin Kazak, Gibanje za pravice in svoboščine (Skupina zavezništva liberalcev in demokratov za Evropo)
- Evgeni Kirilov, Koalicija Bolgarije (Stranka evropskih socialistov)

### L
- Marusja Ivanova Ljubčeva, Koalicija Bolgarije (Stranka evropskih socialistov)

## M
- Nikolaj Mladenov, GERB (Evropska ljudska stranka - Evropski demokrati)

### P
- Vladko Panayotov, Gibanje za pravice in svoboščine (Skupina zavezništva liberalcev in demokratov za Evropo)
- Atanas Atanasov Paparizov, Koalicija Bolgarije (Stranka evropskih socialistov)

### R
- Biljana Raeva, Narodno gibanje Simeona II. (Skupina zavezništva liberalcev in demokratov za Evropo)

### S
- Petya Stavreva, GERB (Evropska ljudska stranka - Evropski demokrati)
- Dimitar Stojanov, Narodna zveza Napad (Identiteta/Suverenost/Transparentnost)

### U
- Vladimir Uručev, GERB (Evropska ljudska stranka - Evropski demokrati)

### V
- Kristian Vigenin, Koalicija Bolgarije (Stranka evropskih socialistov)

### Z
- Dušana Zdravkova, GERB (Evropska ljudska stranka - Evropski demokrati)

### Ž
- Rumjana Želeva, GERB (Evropska ljudska stranka - Evropski demokrati)

## Po skupinah evropskih strank
| Skupina                                                       | Component national parties               | Seats |
| Stranka evropskih socialistov                                 | Koalicija Bolgarije (5)                  | 5     |
| Skupina zavezništva liberalcev in demokratov za Evropo (ALDE) | Gibanje za pravice in svoboščine (4)     | 4     |
| Evropska ljudska stranka - Evropski demokrati (EPP-ED)        | Narodno gibanje Simeona II. (1) GERB (5) | 6     |
| Identiteta/Suverenost/Transparentnost (I/S/T)                 | Narodna zveza Napad (3)                  | 3     |